# Xylopia arenaria

Xylopia arenaria

Xylopia arenaria este o specie de plante angiosperme din genul Xylopia, familia Annonaceae, descrisă de Adolf Engler. A fost clasificată de IUCN ca specie vulnerabilă. Conform Catalogue of Life specia Xylopia arenaria nu are subspecii cunoscute.